# Belle Vue Gaol
Belle Vue Gaol, également désignée sous les noms de Manchester City Gaol, Manchester Borough Gaol (Prison d'arrondissement de Manchester) ou Gorton Gaol, est une ancienne prison victorienne située à Gorton, Manchester, en Angleterre, ayant fonctionné de 1850 à 1888. Elle était connue à l'époque pour les conditions de vie particulièrement rudes des prisonniers. Elle est démolie en 1892.

## Histoire
En 1845, année du début des travaux de sa construction, l’établissement situé à proximité de Hyde Road, est destiné à héberger à court terme des détenus hommes et femmes, condamnés à des peines ne dépassant pas six mois. Cependant les registres indiquent que quelques prisonniers, surtout militaires et le plus souvent déserteurs, y sont restés plus de deux ans. Après juillet 1884, elle héberge également des prisonniers en attente de leur procès devant la cour d'Assises de Manchester et les Quarter Sessions situé à proximité. La prison ayant été jugée inadéquate de nombreux autres prisonniers sont transférés à la New Bailey prison de Salford.

## Source
- Gerard Lodge sur le site Manchester Family History Research[3]